# Trần Văn Quang
Trần Văn Quang (26 tháng 5 năm 1917–3 tháng 11 năm 2013 tại Hà Nội) là một Thượng tướng Quân đội nhân dân Việt Nam, từng giữ các chức Cục trưởng Cục tác chiến, Phó Tổng tham mưu trưởng Quân đội nhân dân Việt Nam, Thứ trưởng Bộ Quốc phòng, Chủ tịch Hội Cựu chiến binh Việt Nam từ 1992 đến 2002.

## Tiểu sử
Ông còn có tên gọi là Trần Thúc Kính, sinh 1917, quê tại xã Nghi Hoa, huyện Nghi Lộc, tỉnh Nghệ An. Chịu nhiều ảnh hưởng của các anh trai là nhà hoạt động cách mạng Trần Văn Tăng (1900-1930), Bí thư tỉnh bộ Việt Nam thanh niên cách mạng đồng chí hội tại Quảng Nam, Trần Văn Cung (1906-1977), bí thư đầu tiên của chi bộ cộng sản đầu tiên ở Việt Nam (Nhà 5D Hàm Long). Anh trai thứ ba là Trần Thúc Vinh (Trần Văn Tụy) (1910-1993), Chánh văn phòng ty Công an Hà Tĩnh. Em trai là Trần Văn Bành (1920-2009), Đại tá, Cục trưởng Cục Quân lực, Cục trưởng Cục Đối ngoại Bộ quốc phòng.
Ông tham gia cách mạng từ 1935, gia nhập Đảng Cộng sản Đông Dương năm 1936. Từ 1938 đến 1939, ông là Thành ủy viên Sài Gòn - Chợ Lớn. Năm 1939, bị thực dân Pháp bắt giam. Tháng 10 năm 1940, ông vượt ngục được Xứ ủy trao nhiệm vụ tổ chức lại Đảng bộ tỉnh Nghệ An. Tháng 4 năm 1941, ông bị bắt lần thứ hai, bị kết án tù chung thân và bị đưa đi đày tại Buôn Ma Thuột.
Tháng 6 năm 1945, ông ra tù, tham gia Ủy ban Khởi nghĩa tỉnh Nghệ An, được cử vào Tỉnh ủy, phụ trách Ủy viên quân sự. Năm 1946, ông được phân công giữ chức Chính ủy Bộ Chỉ huy tiếp phòng quân (chỉ huy trưởng là Thiếu tướng Lê Thiết Hùng). Tháng 11 năm 1946, ông là Chính ủy Khu IV (Tư lệnh cũng là Lê Thiết Hùng). Từ năm 1948 đến 1949, ông giữ chức Chỉ huy trưởng kiêm Chính ủy Phân khu Bình - Trị - Thiên.
Tháng 5 năm 1950, Đại đoàn 304 được thành lập, ông được chỉ định giữ chức Chính ủy Đại đoàn, Bí thư đại đoàn ủy. Năm 1951, ông được điều giữ chức Cục trưởng Cục Địch vận.
Năm 1953, ông giữ chức Cục trưởng Cục Tác chiến, Bộ Tổng tham mưu, đặc biệt chuyên trách chiến dịch Điện Biên Phủ.
Năm 1958, ông giữ chức Phó Tổng tham mưu trưởng Quân đội nhân dân Việt Nam kiêm Cục trưởng Cục Tác chiến, hàm Thiếu tướng.
Năm 1961, ông được điều vào Nam, giữ chức Ủy viên Trung ương Cục miền Nam, phụ trách quân sự.
Năm 1965, ông làm tư lệnh Quân khu IV.
Trong những năm 1966 - 1973, ông giữ chức Tư lệnh kiêm Chính ủy Quân khu Trị-Thiên, Bí thư Quân khu ủy, Bí thư Khu ủy Trị-Thiên-Huế.
Năm 1974, ông được thăng quân hàm Trung tướng và được điều động trở lại chức Phó Tổng tham mưu trưởng.
Từ tháng 11 năm 1977 ông giữ chức Thứ trưởng Bộ quốc phòng.
Từ năm 1978 đến 1981, ông là Tư lệnh kiêm Chính ủy Quân tình nguyện Việt Nam ở Lào (Binh đoàn 678), Bí thư đảng ủy Binh đoàn. Binh đoàn 678 do Trung tướng Trần Văn Quang làm tư lệnh kiêm chính ủy, gồm ba sư đoàn bộ binh (324, 968, 337), một số phân đội binh chủng làm nhiệm vụ quốc tế ở Lào. Binh đoàn 678 có nhiệm vụ cùng Lào xây dựng nền kinh tế và nền quốc phòng toàn dân vững mạnh trong cả nước Lào, tăng cường và bảo vệ khối liên minh Việt - Lào..
Năm 1981, ông được tái cử giữ chức Thứ trưởng Bộ Quốc phòng, và được thăng Thượng tướng năm 1984.
Từ năm 1992 đến 2002, ông là Chủ tịch Hội Cựu chiến binh Việt Nam (2 khóa)..
Ông là Ủy viên dự khuyết Ban Chấp hành Trung ương Đảng Cộng sản Việt Nam tại Đại hội Đảng III năm 1960. Ông trở thành ủy viên chính thức năm 1961, là Ủy viên Thường vụ Đảng ủy Quân sự Trung ương (nay là Quân ủy Trung ương) và Ủy viên Ủy ban Trung ương Mặt trận Tổ quốc Việt Nam khóa III.
Ông qua đời ngày 3 tháng 11 năm 2013 tại Hà Nội.

## Phần thưởng cao quý
Ông được Nhà nước Việt Nam tặng thưởng:
- Huân chương Sao Vàng[6]
- Huân chương Hồ Chí Minh
- Huân chương Quân công hạng nhất
- Huân chương Chiến thắng hạng nhất
- Huân chương Kháng chiến hạng nhất
- Huân chương Kháng chiến chống Mỹ cứu nước hạng nhất
- Huy hiệu 75 năm tuổi Đảng.[2]

## Lịch sử thụ phong quân hàm
| Quân hàm | Tập tin:Vietnam People's Army Major General.jpg | Tập tin:Vietnam People's Army Lieutenant General.jpg | Tập tin:Vietnam People's Army Colonel General.jpg |  |  |  |  |  |  |  |  |
| Cấp bậc  | Thiếu tướng                                     | Trung tướng                                          | Thượng tướng                                      |  |  |  |  |  |  |  |  |
|          |                                                 |                                                      |                                                   |  |  |  |  |  |  |  |  |

## Gia đình
Ông có người cháu nội - đích tôn của Ông là nghệ sĩ vĩ cầm Trần Lê Quang Tiến.